# Ben McCauley
Benjamin Joseph McCauley, detto Ben (West Newton, 6 settembre 1986), è un ex cestista statunitense, professionista nella NBDL e in Europa.